# Víctor García Hidalgo
Víctor García Hidalgo (Almendralejo, Badajoz, 16 de noviembre de 1956) es un político español, vicepresidente primero de las Juntas Generales de Álava, secretario General del Tribunal Vasco de Cuentas Públicas y director de Relaciones con la Administración de Justicia del Gobierno Vasco.

## Biografía
Licenciado en Ciencias Políticas por la Universidad Complutense de Madrid. Durante 20 años, el trabajo de García Hidalgo estuvo vinculado al Partido Socialista de Euskadi (PSE) y a las Administraciones públicas en el País Vasco y concretamente de Álava.
A lo largo de su carrera política ha desempeñado cargos en las Ejecutivas de Álava, de Euskadi y en el Comité Nacional. gobernador civil de Álava (1994-1996), y representante del Gobierno Central en la Junta de Seguridad del País Vasco.
Militante del Partido Socialista de Euskadi fue junto con Rosa Díez y Ana Urchueguía, alcaldesa de Lasarte, hombre de confianza de Nicolás Redondo Terreros hasta su cese en diciembre de 2001 cuando se constituye la gestora.
Hombre de consenso, fue elegido por todos coordinador de la gestora que dirigió el partido durante la crisis vivida tras la dimisión de Nicolás Redondo Terreros.
Miembro de la comisión técnica de seguridad para los ediles amenazados por ETA impulsada en marzo de 2003 por el consejero vasco de Interior, Javier Balza.
Al asumir Patxi López la dirección del partido en ocupa la Secretaría de Libertades Públicas y Desarrollo Autonómico.
También ha sido parlamentario por Álava, secretario general del Grupo Parlamentario y portavoz suplente, así como portavoz de Interior, Justicia y Administraciones Públicas y Presupuestos y miembro de la representación del PSOE en la Comisión Técnica del Pacto por las Libertades y contra el Terrorismo.
En la legislatura 2020-2023 fue Coordinador General del Área Social, Promoción Económica, Seguridad Ciudadana y Cultura en el Ayuntamiento de Vitoria.
Actualmente es Coordinador General de Alcaldía, Hacienda, Función Pública, Deporte y Salud en el Ayuntamiento de Vitoria además de Secretario de Organización del PSOE de Álava.  

## Director de la Policía
Bajo el ministerio de José Antonio Alonso tanto el Cuerpo Nacional de Policía y la Guardia Civil pasan a tener un director propio, que quedará bajo la dependencia del nuevo mando único de seguridad.
El 4 de mayo de 2004 toma posesón del cargo de Director de la policía nacional coordinando el mando unificado de la Guardia Civil y la policía.
Víctor García no ve "ningún fundamento" para investigar una eventual relación de la organización terrorista vasca con la célula islámista responsable de la matanza del 11 de marzo en Madrid.
Durante su mandato se alcanzaron algunos de los éxitos más importantes en la lucha contra el blanqueo de dinero y la corrupción urbanística en España. En la provincia de Málaga desarticula tramas de corrupción que afectan a cargos públicos de corporaciones municipales, como la de Marbella, y a importantes empresarios del mundo de la construcción y la promoción inmobiliaria.
También creó nuevas unidades y reforzó los efectivos para la lucha contra el crimen organizado superado los 50.000 efectivos.
Con la llegada de Alfredo Pérez Rubalcaba al ministerio, Víctor García expresó su deseo de volver a Euskadi habida cuenta de su absoluta falta de sintonía.

## Caso Faisán
Por una querella presentada por la asociación de víctimas Dignidad y Justicia se acusó al ex responsable policía el delito de colaboración con organización terrorista, se trata del chivatazo al aparato de extorsión de ETA el 4 de junio de 2006, cuando se produjo la detención en Francia el 29 de marzo de 2007, Juan Carlos Yurrebaso y Kepa Mirena Suárez, los presuntos terroristas mostraron de forma inmediata a los agentes una serie de números de teléfono de altos cargos franceses y españoles.
La Sala de lo Penal de la Audiencia Nacional ordenó al juez Baltasar Garzón que investigara por qué dos etarras detenidos en Francia tenían en su poder el número de teléfono del ex director general de la Policía, Víctor García Hidalgo.
El 8 de mayo de 2010, seis días antes de ser suspendido como juez, Baltasar Garzón citó a Víctor García Hidalgo para la última diligencia del caso Faisán. El interrogatorio del Juez se produjo en presencia únicamente del fiscal y del abogado del acusado y versó sobre el teléfono prepago del policía, que había sido detectadado durante las investigaciones. García Hidalgo no aclaró ningún extremo, limitándose a afirmar que dicho número efectivamente se había encontrado en poder de dos etarras, respondiendo a todo lo demás con negativas o con "no recuerdo".
El miércoles 13 de julio de 2011, fue procesado por el juez Pablo Ruz, sustituto de Garzón tras ser este suspendido, junto a otros dos altos cargos de la policía, por un presunto delito de revelación de secretos y de otro que el juez, en su resolución, calificó de forma alternativa como de colaboración con banda armada o de encubrimiento.
| Predecesor: Agustín Díaz de Mera | Director General de la Policía Nacional de España 2004-2006 | Sucesor: Joan Mesquida |